# Видиковац Црњесково
Видиковац Црњесково се налази испод Манастирских станова на Баровом брду, на 958 м.н.в., око 3,5km од центра Калуђерских Бара, на планини Тари, у оквиру НП Тара.
Видиковац је истурена и уска стена, затупастог врха и мале површине. Поглед са Црњаскова обухвата Соколину, Градину, Крстату стијену, клисуру Раче, истоимени манастир и бајинобаштанску котлину. До њега води пешачка стаза Црњесково, макадамски пут до Манастирских станова, а потом стаза кроз шуму (планинарска стаза).
Видиковац је опремљен заштитном оградом и столом са клупама.